# تیاب (حاجی‌آباد)
تیاب، روستایی دهستان کوهشاه بخش احمدی شهرستان حاجی‌آباد در استان هرمزگان ایران است.

## جمعیت
بر پایه سرشماری عمومی نفوس و مسکن در سال ۱۳۹۵، جمعیت این روستا برابر با ۱۲۴ نفر (۳۷ خانوار) بوده است.